# Rhamphophasma dianicum
Rhamphophasma dianicum är en insektsart som beskrevs av Chen, S.C. och Yun He He 1994. Rhamphophasma dianicum ingår i släktet Rhamphophasma och familjen Phasmatidae. Inga underarter finns listade i Catalogue of Life.